# VAB Банк
«Всеукраїнський Акціонерний Банк», ПАТ «Ві-Ей-Бі Банк» (скорочене найменування).
На фінансовому ринку країни Всеукраїнський Акціонерний Банк (VAB Банк) працював з 1992 року і, згідно з даними НБУ, входив до групи великих фінансових установ. VAB Банк входив в групу «великих» банків за класифікацією НБУ. З 7 жовтня 2014 року банк перестав виплачувати кошти вкладникам і клієнтам. Часто у відділеннях або не було готівки, або сума, яку можна було зняти обмежувалася 1000 або 4000 грн. Біля відділень збиралися черги клієнтів банку.
21 листопада 2014 року НБУ визнав VAB Банк неплатоспроможним і ввів у банк тимчасову адміністрацію. Кошти клієнтів VAB Банку виплачуватиме Фонд гарантування вкладів фізичних осіб.

## Історія
Банк був заснований 2 липня 1992 року в Києві. Починаючи з 1995 року, банк контролювався російським підприємцем Сергієм Максимовим, банк кредитував пов'язані з ним компанії. У жовтні 2009 року зіткнувся з необхідністю рефінансування та отримав допомогу від Національного банку України. У кризу банк підтримував (через свою дочірню структуру) голландсько-ізраїльський фонд Kardan, частка якого 2010 року в капіталі банку доходила до 83,9 %. Цей пакет акцій на початку 2011 року був реалізований групі неназваних інвесторів, представником яких виступив російський інвестиційний банк «Трійка Діалог». Наприкінці 2010 року банк достроково повернув кошти Національному банку України, а на початку 2011 року погасив облігації, розміщені в серпні 2008 року, таким чином, повністю виплативши внутрішні запозичення.
20 листопада 2014 року Правління НБУ прийняло постанову № 733 про віднесення банку до неплатоспроможних.

### Махінації колишнього власника
Взимку 2012 року Головне управління з розслідування особливо важливих справ Прокуратури України завершило розслідування у справі одного з колишніх керівників та найбільших співвласників VAB Банку Сергія Максимова. Він звинувачувався в скоєнні злочинів, передбачених ч. 5 ст. 191, ч. 3 ст. 209, ч. 2 ст. 366, ч. 3 ст. 27 і ч. 2 ст. 366 ККУ. Максимов наполіг на видачі 2008 року кредитів підконтрольним йому комерційним структурам на десятки мільйонів гривень. Близько 40 млн грн було присвоєно ним для подальшої легалізації.
У самому банку стверджували, що банкір встиг привласнити набагато більше, протягом 2005—2009 років, він оформив на підконтрольні структури позики на більш ніж 1 млрд грн. За весь період діяльності Максимов вивів з банку $255 млн у офшорні структури під фіктивні рішення суду. За рішенням суду Сергій Максимов був випущений під заставу 5 млн гривень.
17 лютого 2025 року, згідно повідомлення НБУ, Печерський районний суд міста Києва 30 січня 2025 року ухвалив рішення про стягнення з колишнього власника ПАТ «Ві-Ей-Бі Банк» Олега Бахматюка 1,221 млрд грн на користь Національного банку. Кошти стягуються в рахунок погашення заборгованості банку за стабілізаційним кредитом.

## Власники та керівництво

### Керівництво
Згідно з чинним законодавством України та статутом банку всі акціонери банку мають право брати участь в управлінні банком, у розподілі прибутку та отриманні його частини у вигляді дивідендів, розпоряджатись акціями згідно із діючим законодавством, в тому числі відчужувати акції, отримувати достовірну та своєчасну інформацію про основні корпоративні зміни та про діяльність банку. У той же час, акціонери мають виконувати свої зобов'язання перед банком, у тому числі майнові, та несуть відповідальність за нерозголошення конфіденційної інформації.

### Структура Власництва
Починаючи з 2011 року, власником VAB Банку був бізнесмен Олег Бахматюк.
Станом на 1 січня 2013 року структура власності була наступною:
| Власник Акцій              | Власник звичайних акцій | Відсоток економічних прав |
| Олег Бахматюк              | 1 688 659 199           | 82.6851 %                 |
| Kirkville Management Lmd.  | 107 674 997             | 5.2723 %                  |
| Міноритарні власники акцій | 240 733 461.1           | 11.7875 %                 |
| Загалом                    | 2 042 277 507           | 100 %                     |

Власником 86,778 % акцій ПАТ «VAB Банк» є компанія Quickcom Limited (Кіпр) прикарпатського олігарха Олега Бахматюка.

## Діяльність
VAB Банк працював з 2 липня 1992 року.
VAB Банк — універсальна кредитно-фінансова установа з іноземними інвестиціями, що надавав всі основні види банківських операцій, що включають: обслуговування корпоративних і роздрібних клієнтів, інвестиційний банківський бізнес, міжнародне обслуговування клієнтів, міжбанківські операції.

## Показники діяльності
На 1 квітня 2012 року сукупні активи банку становили 11,3 млрд грн. Кредитний портфель, на 80 % складався з позичок юридичним особам, формував 55 % сукупних активів. Решта обсягу припадала на вкладення в ліквідні активи та цінні папери — 10 % і 5 % активів відповідно. Основну частину пасивів, приблизно 65 %, формували кошти фізичних осіб. Обсяг пасивів становив 5,3 млрд грн. Решта обсягу припадала на кошти інших банків та юридичних осіб — 8 % і 17 % відповідно; інші залучені кошти — 14 %, субординовані кредити — 5 %. 2011 року кредитна організація третій рік поспіль отримала збиток, цього разу в 497,4 млн грн. 2010 року збитки банку становили 621 млн грн проти збитків за 2009 рік у розмірі 382 млн грн. Хоча за 2 квартал 2014 року банк відзвітував про 1 млн грн. прибутку, вже в жовтні 2014 року в банку почалися великі проблеми з видачею готівки приватним вкладникам. Біля відділень з'явилися черги із вкладників.

### Деякі рейтинги
- Рейтингове агентство «Експерт-Рейтинг» 29 грудня 2011 року ухвалило рішення про присвоєння кредитного рейтингу компанії ТОВ «VAB Лізинг» та її облігаційного випуску на рівні uaBBB+ за національною шкалою[15].
- Рейтингове агентство «Експерт-Рейтинг» підтвердило кредитний рейтинг VAB Банку на рівні uaAA (дуже висока надійність банку в довгостроковому періоді)[16].
- VAB Банк визнаний «Надійним партнером для бізнесу» за результатами дослідження «ТОП-100. Рішення для бізнесу», яке проводилось Дослідницьким центром «Rating TOP 100@»[17].
- VAB Банк посів 1 місце в Ренкінгу прозорості банків України за результатами дослідження інформаційної прозорості 30 найбільших банків (за розміром активів станом на 01.07.2011 р.), що працюють на території України. Дослідження проводилось Рейтинговим агентством «Кредит-Рейтинг» спільно з Агентством фінансових ініціатив (АФІ) за підтримки проєкту USAID «Розвиток фінансового сектору» (FINREP)[18].
- Рейтингове агентство «Експерт-Рейтинг» підтвердило кредитний рейтинг VAB Банку на рівні uaAA за національною шкалою. Цей рівень рейтингу означає дуже високу надійність банку в довготривалому періоді. Згідно з результатами щорічного дослідження, проведеного рейтинговим агентством «Експерт-Рейтинг», за підсумками 2009 року VAB Банк увійшов до першої десятки рейтингу надійності банків і отримав високу рейтингову оцінку А+[19].
- VAB Банк увійшов до п'ятірки лідерів за результатами дослідження «25 найкращих пропозицій з виплат пенсій від українських банків» від РА «Експерт-Рейтинг»[20].
- VAB Банк увійшов до п'ятірки найкращих фінансових установ за якістю телефонного обслуговування за результатами оцінки Української асоціації директ маркетингу (УАДМ)[21].
- VAB Банк увійшов до трійки лідерів у рейтингу сервісу найбільших роздрібних банків України. Дослідження проводилось серед 25 банків за принципом «таємного покупця»[22].
- VAB Банк зайняв перше місце в рейтингу інформаційної прозорості серед 30 найбільших банків України[23].
- VAB Банк увійшов до трійки найпрозоріших банків 2009 року за версією рейтингового агентства «Кредит-Рейтинг»[24].
- VAB Банк визнаний найкращою торговельною маркою в номінації «Бездоганна якість» за підсумками щорічного всеукраїнського конкурсу «Бренд року-2009»[25].
- VAB Банк увійшов у ТОП-5 банків, яким довіряють забезпечені українці, за результатами квітневого опитування жителів міст з населенням 100 тисяч жителів і більше й середньомісячним доходом від 3 тис. грн., проведеного дослідницькою компанією Touchpoll Ukraine[26].
- За підсумками 2008 року VAB Банк увійшов до першої десятки рейтингу надійності банків з активами не менше 1 млрд гривен, отримавши найвищу рейтингову оцінку — А+ за результатами традиційного щорічного дослідження, проведеного рейтинговим агентством «Експерт-Рейтинг»[27].
- За результатами національного рейтингу «Фаворити Успіху — 2012», який визначає рівень довіри громадськості до торгових марок товарів та послуг, VAB Банк посів перше місце в номінації «Депозитна програма року»[28], за підсумками опитування журі українських знаменитостей та публічних людей[29].